# Liste des Premiers ministres du Rwanda
Le Premier ministre du Rwanda est le chef du gouvernement de la république du Rwanda.

## Liste des titulaires
| N°                                                        | Portrait                                                  | Titulaire (Naissance-mort)                                | Mandat                                                    | Mandat                                                    | Mandat                                                    | Parti politique                                           | Parti politique                                           | Président                                                 |
| N°                                                        | Portrait                                                  | Titulaire (Naissance-mort)                                | Début                                                     | Fin                                                       | Durée                                                     | Parti politique                                           | Parti politique                                           | Président                                                 |
| République rwandaise au sein du Ruanda-Urundi (1961-1962) | République rwandaise au sein du Ruanda-Urundi (1961-1962) | République rwandaise au sein du Ruanda-Urundi (1961-1962) | République rwandaise au sein du Ruanda-Urundi (1961-1962) | République rwandaise au sein du Ruanda-Urundi (1961-1962) | République rwandaise au sein du Ruanda-Urundi (1961-1962) | République rwandaise au sein du Ruanda-Urundi (1961-1962) | République rwandaise au sein du Ruanda-Urundi (1961-1962) | République rwandaise au sein du Ruanda-Urundi (1961-1962) |
| --------------------------------------------------------- | --------------------------------------------------------- | --------------------------------------------------------- | --------------------------------------------------------- | --------------------------------------------------------- | --------------------------------------------------------- | --------------------------------------------------------- | --------------------------------------------------------- | --------------------------------------------------------- |
| 1                                                         | Grégoire Kayibanda                                        | Grégoire Kayibanda (1924-1976)                            | 28 janvier 1961                                           | 1er juillet 1962                                          | 1 an, 5 mois et 3 jours                                   |                                                           | Parmehutu                                                 | Dominique Mbonyumutwa (de 1961 à 1962)                    |
| 1                                                         | Grégoire Kayibanda                                        | Grégoire Kayibanda (1924-1976)                            | 28 janvier 1961                                           | 1er juillet 1962                                          | 1 an, 5 mois et 3 jours                                   | Lui-même (à partir de 1962)                               | Parmehutu                                                 |                                                           |
| Rwanda indépendant (depuis 1962)                          |                                                           |                                                           |                                                           |                                                           |                                                           |                                                           |                                                           |                                                           |
| Fonction abolie du 1er juillet 1962 au 12 octobre 1991.   |                                                           |                                                           |                                                           |                                                           |                                                           |                                                           |                                                           |                                                           |
| 2                                                         | Sylvestre Nsanzimana                                      | Sylvestre Nsanzimana (1936-1999)                          | 12 octobre 1991                                           | 2 avril 1992                                              | 5 mois et 21 jours                                        |                                                           | MNRD                                                      | Juvénal Habyarimana                                       |
| 3                                                         | Dismas Nsengiyaremye                                      | Dismas Nsengiyaremye (né en 1945)                         | 2 avril 1992                                              | 18 juillet 1993                                           | 3 mois et 16 jours                                        |                                                           | MDR                                                       | Juvénal Habyarimana                                       |
| 4                                                         | Agathe Uwilingiyimana                                     | Agathe Uwilingiyimana (1953-1994)                         | 18 juillet 1993                                           | 7 avril 1994 (assassinée)                                 | 8 mois et 20 jours                                        |                                                           | MDR                                                       | Juvénal Habyarimana                                       |
| 5                                                         | Jean Kambanda                                             | Jean Kambanda (né en 1955)                                | 9 avril 1994                                              | 19 juillet 1994 (évincé)                                  | 3 mois et 10 jours                                        |                                                           | MDR                                                       | Théodore Sindikubwabo                                     |
| 6                                                         | Faustin Twagiramungu                                      | Faustin Twagiramungu (1945-2023)                          | 19 juillet 1994                                           | 31 août 1995                                              | 1 an, 1 mois et 12 jours                                  |                                                           | MDR                                                       | Pasteur Bizimungu                                         |
| 7                                                         | Pierre-Célestin Rwigema                                   | Pierre-Célestin Rwigema (né en 1953)                      | 31 août 1995                                              | 8 mars 2000                                               | 4 ans, 6 mois et 6 jours                                  |                                                           | MDR                                                       | Pasteur Bizimungu                                         |
| 8                                                         | Bernard Makuza                                            | Bernard Makuza (né en 1961)                               | 8 mars 2000                                               | 7 octobre 2011                                            | 11 ans, 6 mois et 29 jours                                |                                                           | Indépendant                                               | Paul Kagame                                               |
| 9                                                         | Pierre Habumuremyi                                        | Pierre Habumuremyi (né en 1961)                           | 7 octobre 2011                                            | 24 juillet 2014                                           | 2 ans, 9 mois et 17 jours                                 |                                                           | FPR                                                       | Paul Kagame                                               |
| 10                                                        |                                                           | Anastase Murekezi (né en 1952)                            | 24 juillet 2014                                           | 30 août 2017                                              | 3 ans, 1 mois et 6 jours                                  |                                                           | PSD                                                       | Paul Kagame                                               |
| 11                                                        | Édouard Ngirente                                          | Édouard Ngirente (né en 1973)                             | 30 août 2017                                              | 25 juillet 2025                                           | 7 ans, 10 mois et 25 jours                                |                                                           | PSD                                                       | Paul Kagame                                               |
| 12                                                        | Justin Nsengiyumva                                        | Justin Nsengiyumva                                        | 25 juillet 2025                                           | en cours                                                  | 18 jours                                                  |                                                           |                                                           | Paul Kagame                                               |